# Caso Rafael Mascarenhas
O Caso Rafael Mascarenhas refere-se ao atropelamento que resultou na morte do estudante e músico Rafael Mascarenhas no dia 20 de julho de 2010. Mascarenhas foi atropelado na Gávea dentro do Túnel Acústico, agora chamado Túnel Acústico Rafael Mascarenhas, que estava fechado para manutenção, porém não houve nenhum tipo de manutenção no dia e não havia sinalizações da CET-Rio de que o Túnel estaria fechado. Segundo a CET-Rio, o túnel estava fechado somente na entrada da Favela da Rocinha; pelo lado de dentro foi feito um retorno por onde dois carros entraram e um deles estava a 100 km/h quando atingiu o estudante, segundo a perícia. Os carros eram conduzidos por Gabriel Fernandes e Rafael Bussamra, que disputavam um racha. O jovem andava de skate na companhia de dois amigos, em um local onde também não era permitida a prática do esporte.
Após o inquérito, os condutores de ambos os carros foram indiciados por homicídio doloso (quando se há a intenção de matar) em razão de estarem disputando uma corrida não autorizada em via pública. Em dezembro de 2010, Gabriel foi condenado a pagar dez salários mínimos em espécie ou em cestas básicas à Associação Brasileira Beneficente de Reabilitação (ABBR) e sua carteira de habilitação foi suspensa por um ano; Guilherme de Souza Bussamra, que ajudou a esconder o carro do irmão Rafael após o atropelamento, foi condenado a pagar metade da pena de Gabriel após se defenter afirmando que estaria residindo em São Paulo e arcando com dispesas que dificultariam o pagamento da pena total.

## A vítima
Rafael Guimarães Mascarenhas (Rio de Janeiro, 24 de setembro de 1991 – Rio de Janeiro, 20 de julho de 2010) tinha 18 anos e era músico e estudante. Era o caçula dos três filhos da atriz Cissa Guimarães, o único de seu relacionamento com o saxofonista Raul Mascarenhas. O jovem também era irmão por parte de pai de Mariana Belém, a única filha da cantora Fafá de Belém. Rafael era guitarrista e backing vocal da banda The Good Fellas, era um dos doze participantes remanescentes do reality show Geleia do Rock do canal a cabo Multishow, cursava Engenharia Civil na Pontifícia Universidade Católica do Rio de Janeiro (PUC-Rio), mas estava em processo de transferência para o curso de Arquitetura e estava prestes a embarcar para a Europa, onde faria um curso de música. O jovem morreu no mesmo dia de exibição do reality e não houve apresentação do programa no dia. Apenas um comunicado em homenagem ao músico, feito pelo apresentador, Beto Lee.
Seu corpo foi velado no Cemitério Vertical Memorial do Carmo, no Bairro do Caju durante toda a quarta-feira seguinte à sua morte. Entre os amigos que estiveram no velório estavam Hélio de la Peña, Miguel Falabella, Claudia Jimenez, Heloísa Périssé, Diogo Vilela, Adriana Esteves, Camila Morgado, Marco Nanini, Susana Vieira, Maitê Proença, Sônia Braga, Lenine, Raul Gazolla, Rosamaria Murtinho, Nuno Leal Maia, Alexandre Borges e Lúcia Veríssimo. A cerimônia de cremação ocorreu no dia seguinte no Cemitério e Crematório São Francisco Xavier.
No dia 27 de julho de 2010 foi realizada a missa de sétimo dia de sua morte na Igreja Nossa Senhora da Paz, em Ipanema. Além dos familiares do rapaz, compareceram a cerimônia Lúcio Mauro, Sílvia Pfeifer, Lília Cabral, Maitê Proença, Carolina Dieckmann, Ney Latorraca, entre outros.
Em 29 de julho foi feita uma homenagem ao músico no túnel onde ele foi atropelado. Compareceram ao local familiares e amigos do músico. Os presentes cantaram e andaram de skate, além de grafitaram mensagens de amor e paz na parede do túnel. A mãe do jovem, Cissa, escreveu a frase "Obrigada Rafael!". O pai do jovem tocou saxofone com a banda The Good Fellas, da qual Rafael era vocalista e guitarrista.
No aniversário de um ano da morte do jovem foi realizado um show em homenagem a este na boate Hipódromo Up, na Gávea. A atração principal da noite foi a banda “Os Rafael” formada por ex-integrantes da banda em que o jovem Rafael tocava. Os músicos se reuniram especialmente para essa apresentação. O evento foi realizado pela mãe do músico e contou com a presença de familiares como os irmãos João Velho e Camila, e o pai, Raul Mascarenhas, além de vários amigos tais como Caetano Veloso, Guta Stresser, Patrycia Travassos, Giuseppe Oristanio, Eduardo Dussek, Dado Villa-Lobos, Cynthia Howlett e Alexandra Richter entre outros. Na manhã do mesmo dia a família reuniu-se em uma missa celebrada para poucas pessoas, no convento das Clarissas, na Gávea. Antes disso, durante a madrugada do dia vinte, a atriz foi, com amigos, ao local do atropelamento, onde depositou flores.

## O caso

### Atropelamento
Na madrugada de terça-feira, 20 de julho de 2010, Rafael e mais dois amigos (João Pedro Gonçalves e Luiz Quinderé) andavam de skate no Túnel Acústico, extensão do Túnel Zuzu Angel, quando Mascarenhas foi atropelado. A pista estava fechada para manutenção como de costume, sempre entre a 1h10 e as 4h10. De acordo com as investigações, dois veículos seguiam em direção a São Conrado e teriam retornado utilizando uma passagem de emergência que estava aberta. Os dois carros, um Honda Civic e um Fiat Siena, teriam se aproveitado da interdição da pista para apostar um racha. Um dos veículos, o Siena, atingiu Rafael Mascarenhas em alta velocidade na descida do túnel. O motorista do automóvel, Rafael de Souza Bussanra, abandonou o local sem prestar socorro. Após o incidente, chegou a ser parado por uma viatura da polícia, mas foi liberado após garantir que pagaria propina aos policiais.
De acordo com bombeiros, Rafael foi levado ainda com vida para o Hospital Miguel Couto, no Leblon, na Zona Sul da cidade. A Secretaria municipal de Saúde do Rio declarou que o jovem chegou à unidade com politraumatismos na cabeça, no tórax, nos braços e nas pernas. Ele chegou a ser operado, mas faleceu por volta das 8h da manhã do mesmo dia.

### Corrupção policial
Imagens do sistema de monitoramento da saída do túnel mostraram o momento em que o carro do atropelador, Rafael de Souza Bussanra, foi abordado por um carro da Polícia Militar, que devia tê-los conduzido até à delegacia, o que não ocorreu. Mais tarde, após as imagens virem à tona, os policiais militares que estavam no veículo, o sargento Marcello José Leal Martins e o cabo Marcelo de Souza Bigon,  afirmaram que não notaram indícios de que o carro teria se envolvido em um acidente. Entretanto, o carro chegou a delegacia na manhã de quarta-feira, dia 22 de Julho, com metade da frente destruída. O veículo tinha o para-brisa quebrado, capô amassado, faróis estilhaçados e estava sem para-choque. Em depoimento, Rafael Bussanra afirmou que os policiais cobraram-lhe 10 mil reais para liberar o veículo. Segundo o atropelador os PMs teriam solicitado a ele que entrasse na viatura policial. Eles teriam circulado pelo bairro Jardim Botânico, passando pela sede da TV Globo, até o local marcado para encontrar o pai do atropelador, Roberto Bussamra. A dupla teria pedido dinheiro ao pai de Rafael, dizendo que "prestaram um bom serviço" ao jovem tirando o veículo do local e limpando a cena do atropelamento. Após pagar R$ 1 mil aos policiais, o empresário teria se negado a pagar o restante do dinheiro combinado, valor que a família afirma ser de R$ 10 mil.
No dia 5 de outubro os dois policiais, que eram lotados no 23º Batalhão de Polícia Militar (Leblon),  foram expulsos da corporação. A decisão partiu do comandante geral da Polícia Militar, o coronel Mário Sérgio Duarte, que alega ter considerado as provas que indiciam os acusados, entre elas a vantagem pecuniária. Meses depois, no dia 16 de dezembro, a justiça do Rio concedeu habeas corpus aos dois PMs que estavam detidos na Unidade Prisional da Polícia Militar, em Benfica, na Zona Norte do Rio.

### Reconstituição
Na madrugada do dia 27 de Julho foi realizada a reconstituição do crime. Foram intimados a participar os dois amigos que andavam de skate com Rafael no momento do incidente: João Pedro Gonçalves e Luíz Quinderé; os dois passageiros do Honda Civic que supostamente disputariam o "racha" com o Fiat Siena que atingiu Rafael: o carona, Gustavo Martins, e o motorista Gabriel Fernandes; e os dois passageiros do Siena: o carona, André Liberal, e o motorista, Rafael de Souza Bussanrra. A série de arrancadas, frenagens e medições feitas pelos peritos do Instituto Carlos Éboli geraram dados que ajudaram a polícia a entender o que se passou no local na madrugada do acidente. Com base na distância que Rafael Mascarenhas foi lançado do ponto em que foi atingido pelo carro, os peritos calcularam, a partir da força necessária para projetar o rapaz, a velocidade em que o veículo trafegava.
João Velho e Tomás Velho, irmãos da vítima, acompanharam os trabalhos da perícia, que durou cerca de cinco horas.

### Conclusão do Inquérito
No dia 3 de setembro, quinta-feira, 44 dias após o acidente, foi concluído o inquérito que investigava a morte de Rafael Mascarenhas. O atropelador, Rafael Bussamra, foi indiciado por homicídio doloso (quando há intenção de matar) pela delegada da 15ª Delegacia de Polícia, Bárbara Lomba. De acordo com a delegada, Bussamra foi indiciado por homicídio doloso porque há indícios de que disputava, no momento do atropelamento, um racha com Gabriel Fernandes, que dirigia o outro carro. Gabriel foi indiciado por homicídio doloso. Porém o Ministério Público não aceitou a denuncia contra Gabriel Fernandes.
Rafael Bussanra também foi indiciado pelos crimes de fraude processual, por ter levado o carro para a oficina após o atropelamento numa tentativa de encobrir provas; fuga do local e corrupção ativa. Deste último crime também foi acusado Roberto Bussamra, pai do atropelador. Os dois admitiram terem pago R$ 1 mil a dois policiais militares para encobrir a cena do acidente e evitar a prisão em flagrante. O irmão do atropelador, Guilherme Bussamra, também foi indiciado por fraude processual, por ter ajudado o pai a levar o carro para a oficina após o atropelamento.

### Punição

#### Primeiras condenações: Gabriel Fernandes e Guilherme Bussamra
Do dia 7 de dezembro de 2010, o juiz do 2º Tribunal do Júri do Rio, Paulo de Oliveira Lanzelotti Baldez, homologou a transação penal de Gabriel Fernandes e Guilherme Bussamra, acusados de, respectivamente, participação em via pública de corrida automobilística não autorizada e fraude na pendência de procedimento policial. A transação penal é um instrumento legal que cabe em crimes com pena inferior a dois anos. Assim, os réus foram condenados a pagar cestas básicas. O réu Gabriel Fernandes foi condenado a pagar 10 salários mínimos em espécie ou cestas básicas à Associação Brasileira Beneficente de Reabilitação (ABBR) e teve sua carteira de motorista suspensa pelo prazo de um ano. Já Guilherme de Souza Bussamra, (que ajudou a esconder o carro do irmão atropelador em uma oficina), irá pagar a metade do valor em dinheiro ou cestas básicas, para mesma instituição, pois, de acordo com sua defesa, ele estaria residindo em São Paulo, o que lhe trouxe despesas, dificultando o pagamento do valor de 10 salários. A ABBR irá escolher o meio de pagamento a ser recebido.